# Neuburské
Neuburské (zkratka Ng) je moštová odrůda révy vinné (Vitis vinifera) rakouského původu, která pravděpodobně vznikla nahodilým křížením odrůd Veltlínské červené a Sylvánské zelené. V německy mluvících zemích je známa jako Neuburger. Hroznů Neuburského se používá k výrobě bílého vína.

## Popis
Réva vinná (Vitis vinifera) odrůda Neuburské je jednodomá dřevitá pnoucí liána dorůstající v kultuře až několika metrů. Kmen tloušťky až několik centimetrů je pokryt světlou borkou, která se loupe v pruzích. Úponky révy jsou středně dlouhé, umožňují této rostlině pnout se po pevných předmětech. Růst je velmi bujný s vodorovnými letorosty. Včelka je zelená, jemně ochlupená, mírně nahnědlá, vrcholek letorostu je otevřený, průměrně hustě až hustě bíle vlnatě ochmýřený, světle zelený, průměrně pigmentovaný antokyaniny, s vínově červeným nádechem a s červenofialovými okraji. Internodia a nodia jsou žlutavě zelená, někdy s červenohnědými pruhy, pupeny jsou slabě pigmentované antokyaniny. mladé lístky jsou zelené s bronzovými skvrnami, slabě pigmentované antokyaniny, takřka lysé až slabě pavučinovitě ochmýřené, na žilkách obrvené. Jednoleté réví má velkou dřeň, je eliptického průřezu, tmavě hnědé, po celé délce čárkované a tečkované. Zimní pupeny jsou velké, tupé.
List je středně velký až velký, široce nálevkovitý, okrouhlý až pětiúhelníkový, tří- nebo pětilaločnatý s mělkými až středně hlubokými horními bočními výkroji. Vrchní strana čepele listu je světle zelená, zvlněná, slabě puchýřnatá, spodní strana je chloupkatá, řapík listu je středně dlouhý až dlouhý, delší, než medián listu, načervenalý a slabě obrvený, žilnatina v oblasti napojení řapíku je velmi slabě pigmentovaná antokyaniny, řapíkový výkroj je lyrovitý, otevřený, u báze oblý až zaostřený.
Oboupohlavní pětičetné květy v hroznovitých květenstvích jsou žlutozelené, samosprašné. Plodem jsou středně velké (15 mm, 1,6 g), okrouhlé bobule nestejnoměrné velikosti, které jsou silně ojíněné, žlutozelené, jemně tečkované, často je vlivem nahloučení deformované a zploštělé, jejich slupka je pevná, středně silná, průměrně ojíněná. Dužnina bobulí je slizká, řídká až rozplývavá, šťavnatá, velmi příjemné, plné, neutrální až jemně muškátové chuti, a proto hrozny lákají k přímé konzumaci. Stopečky bobulí jsou krátké, obtížně oddělitelné. Semeno je elipsoidní, středně velké, zobáček je zašpičatělý. Hrozen je malý až středně velký (110 mm, 154 g), krátce válcovitě-kuželovitý, velmi hustý, na bázi s křidélkem, s velmi krátkou, málo až průměrně lignifikovanou stopkou.

## Původ a rozšíření

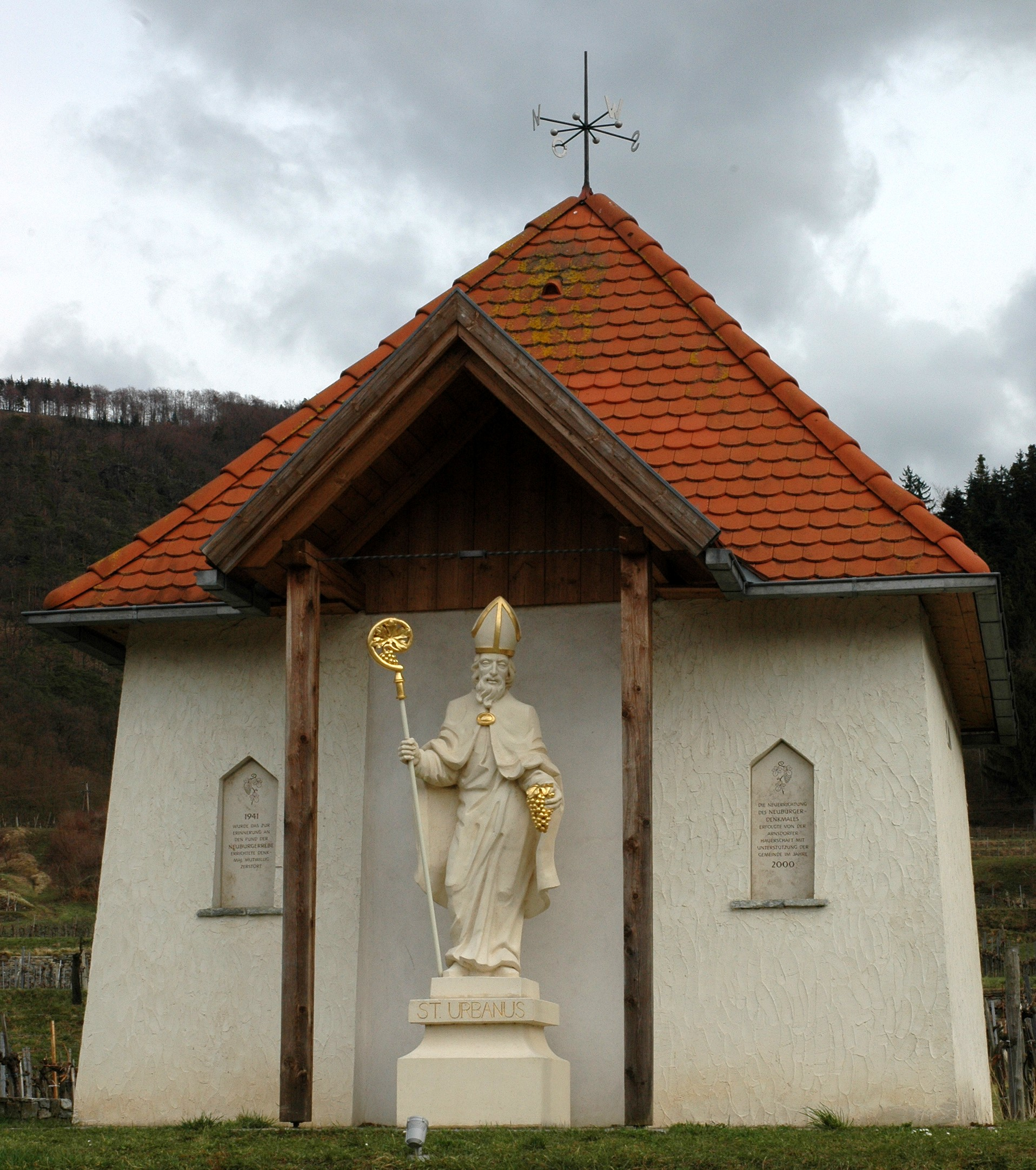
Pomník odrůdy Neuburské (Arnsdorf, 2000)

Neuburské je středně pozdní moštová odrůda vinné révy (Vitis vinifera). Odrůda pochází z Rakouska, kde se pěstuje pod názvem Neuburger. O jeho vzniku praví legenda, že réví této odrůdy bylo v šedesátých letech 19. století vyplaveno Dunajem na břeh u Oberarnsdorfu v oblasti Wachau. Réví nalezli místní rybáři a vinaři Christoph Ferstl a Franz Marchendl a vysadili jej v obci Arnsdorf do svých vinic. V roce 1872 vyrobili z první sklizně překvapivě dobré víno. Na památku byl Neuburskému postaven v Arnsdorfu pomník a do něho zazděno velké množství lahví Neuburského. Dříve se uvádělo, že se jedná o křížence odrůd Rulandské bílé a Sylvánské zelené. Podle současných poznatků genové analýzy se jedná o nahodilého křížence odrůd Veltlínské červené a Sylvánské zelené (ze stejných rodičů pochází i odrůda Veltlínské červené rané).
Veltlínské červené je stará odrůda neznámého původu, která se dříve hojně pěstovala v Rakousku a na Moravě. Stala se jedním z rodičů celé řady dalších odrůd, vzniklých samovolným křížením. Tak vznikly odrůdy Veltlínské červenobílé, Veltlínské červené rané, Rotgipfler i Zierfandler.
Odrůda je tradičně pěstována v Rakousku, ve vinařských oblastech Wien, Burgenland, Wachau, Kamptal a Kremstal, roku 2009 byla vysazena na 652 hektarech a tvořila 1,9 % plochy vinic. Dále je pěstována v Rumunsku, Moldavsku, Maďarsku či na Ukrajině, na celém světě na ploše, o málo převyšující 1.000 hektarů.
V ČR se odrůda pěstuje na Moravě, pěstována zde začala být po roce 1915. Nejprve do značné míry vytlačila Sylvánské zelené, aby později sama ustupovala úspěšnějším odrůdám jako Veltlínské zelené a Müller Thurgau. Krom módních trendů je ústup této odrůdy ovlivněn obtížnějším pěstováním, zvláště náchylností ke sprchávání květenství.
Roku 1990 byla odrůda v ČR vysazena na 795 hektarech, podíl na celkové ploše vinohradů činil 2,7 %, roku 2010 činil 2 % (před 65 lety to bylo 4 %). Průměrné stáří vinic v roce 2010 činilo 27 let. Nejvíce je pěstována ve Velkopavlovické podoblasti, ale i zde pozvolna z vinic mizí. Na Slovensku byla odrůda roku 2007 pěstována na 21 ha, tedy na 0,14 % plochy registrovaných vinic. Do Státní odrůdové knihy České republiky byla odrůda zapsána v roce 1941, od téhož roku je registrována i na Slovensku. Udržovateli odrůdy v ČR jsou Ing. Miloš Michlovský, CSc., Šlechtitelská stanice vinařská Polešovice a ŠSV Velké Pavlovice.
Křížením odrůd Neuburské a Ryzlink rýnský byla v ČR vyšlechtěna nová odrůda Aurelius, která byla do státní odrůdové knihy zapsána roku 1983.

## Název
Původ názvu odrůdy není jistý, předpokládá se, že inspirujícím prvkem byla zřícenina hradu Hinterhaus, nacházející se v obci Spitz an der Donau, ležící na břehu Dunaje, naproti obci Arnsdorf. Té se lidově říkalo pouze Burg. Odrůda byla nejprve nazývána Burgrebe. Název odrůdy nemá žádnou souvislost s městem Neuburg an der Donau v Bavorsku.
Co se týče výslovnosti názvu Neuburské, u nás se vžila spíše výslovnost [naiburk, naiburské] místo korektnějšího [noiburk, noiburské].
Další, lokálně používaná synonyma odrůdy jsou : Нейрбургер (Rusko), Brubler, Brugler, Féher Neuburger, F. Neuburgi ujvari, Neiburger (Rusko), Neuburg, Neuburger Alb, N. Blanc, Neuburgi, Neue Rebe, Neugurger bijeli, Nojburger (Bulharsko), Novogradski, Ujvari.

## Pěstování
Růst je velmi bujný, réví proto hůře vyzrává. Vzhledem k tomu, že dřevo je při bujném růstu řídké a špatně vyzrává, snadno zmrzne. Jarní mrazy neovlivňují vážně sklizeň. Odrůda trpí vadnutím třapiny a je náchylná ke sprchávávání, hlavně na hlubokých půdách a při vyšším dusíkatém hnojení. Nesnáší hnojení dusíkem, na nevhodně hnojených stanovištích sprchává. Vhodné jsou podnože SO-4, pro sušší a horší půdy Cr 2, nevhodná je K 5 BB. Jsou vhodné tvary s dlouhým řezem, se zatížením 10 oček na 1 m². Používá se i srdcový řez (tvar) nebo řez na dva tažně. Při středním vedení je třeba vysadit keře na větší vzdálenosti v řadě i mezi řadami. Výnos je (6) 10–15 t/ha, je snižován mrazem a sprcháváním, průměrná cukernatost 17–20 °NM a obsah kyselin 9–12 g/l.

### Fenologie
Doba rašení oček i květu je středně pozdní (odrůda raší v poslední dekádě dubna, kvete ve 2. dekádě června), zaměkání nastává v polovině srpna. Sklizňová zralost začíná ve druhé polovině září až začátkem října.

### Choroby a škůdci

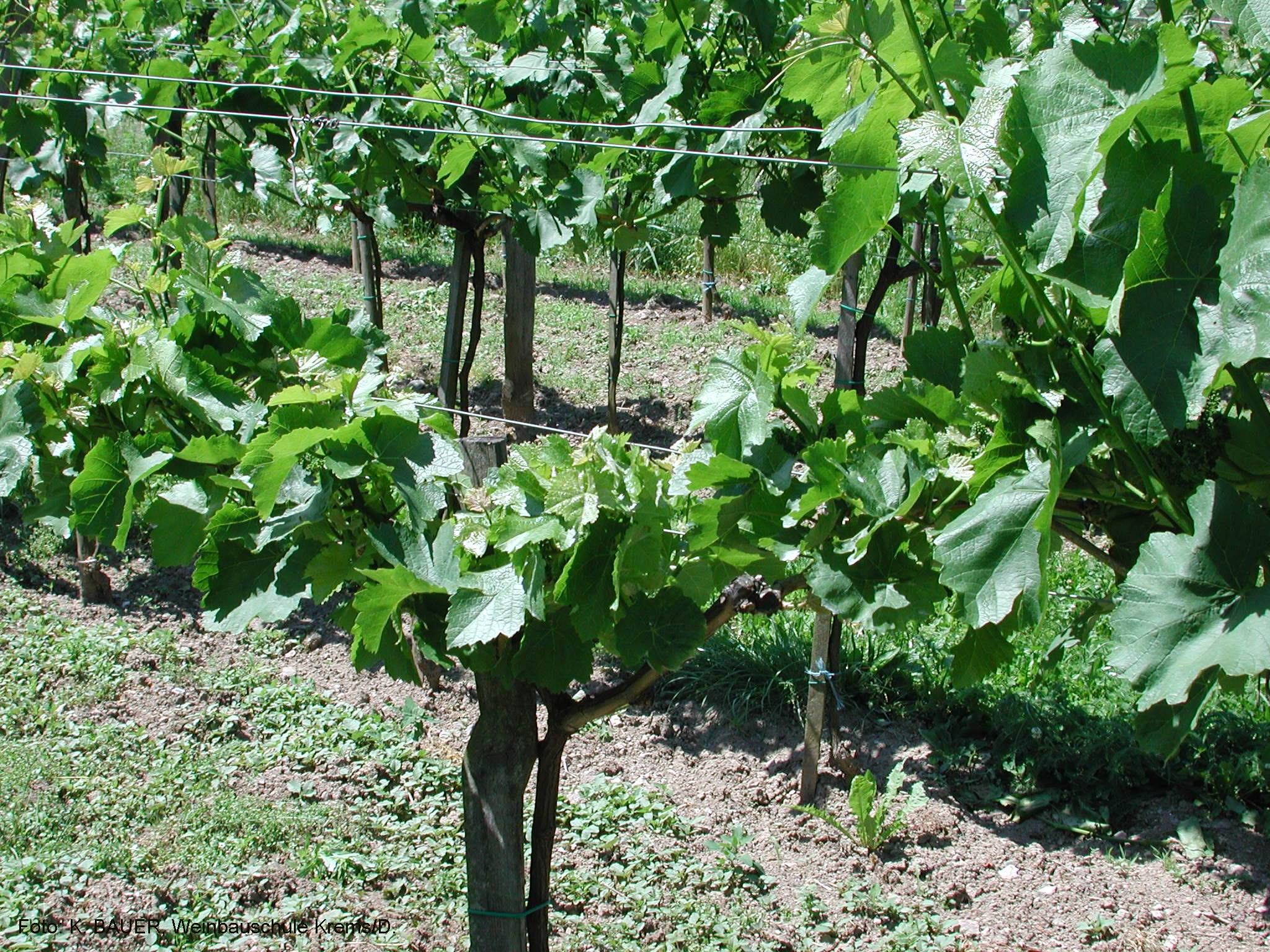
Zkracování internodií u Neuburského

Odrůda je citlivější na plíseň révovou (Plasmopara viticola), ale odolnější proti padlí révovému (Uncinula necator). Za vlhkého počasí v době dozrávání jsou hrozny napadány plísní šedou (Botrytis cinerea). Objevuje se i svinutka, v době květu je odrůda vyhledávána obaleči. V poslední době se u odrůdy projevuje zatím neobjasněná deformace růstu a zkracování internodií u letorostů v některých letech.

### Poloha a půdy
Vyžaduje chráněné polohy (odkvetání). Daří se jí ve svahovitých, slunných polohách s dobrou expozicí, nevyhovují ji větrné polohy. Má malé nároky na půdu, rodí dobře na velmi chudých, suchých i silně vápenatých půdách. Velmi úrodné půdy s vyšším obsahem dusíku jsou nevhodné. Lepší půdy střední, písčité, méně výživné. Dobře snáší i půdy rekultivované a zterasované pozemky.

## Víno
Neuburské se nejčastěji zpracovává v kategoriích jakostní víno, kabinet a pozdní sběr. V nejlepších letech lze z hroznů odrůdy získat víno v jakosti výběr z hroznů. Snahou bývá zvýraznění aromatického charakteru vína a přitom zachování chuťové plnosti. Vhodná je technologie odkalení moštů a kvašení s ušlechtilými kmeny kvasinek za teploty 20–22 °C, dobrá je přísně reduktivní technologie, která zachová svěží charakter vína a obsah kyselin. Kvalita mladého vína bývá průměrná. Vyšší a zajímavější kvality je dosahováno ležením vína na lahvi. Víno se ležením zaplňuje a přibývá buketních látek červeného ovoce, zvyšuje se viskozita vína a vzrůstá sametový dojem v ústech. Dochuť vína je harmonická, neutrální a dlouhá. Z průměrného mladého vína se stává často přitažlivé, lahvově zralé víno neutrálního typu.
Odrůdová vína jsou obvykle světle zelenožluté, u vyšších přívlastků zlatožluté barvy, Vůně je jemná muškátová až kopřivově broskvová, při zrání v láhvi malinová. V chuti jsou vína harmonická, extraktivní, středně plná až plná, hebká, viskózní, s nižším obsahem kyselin, mají květinově-ovocitý charakter s nenapodobitelně pikantní, mírně nahořklou skořicovou chutí. Ve vůni a chuti můžeme dále hledat ořechy, maliny, smetanu. Víno je vhodné ke střednědobé archivaci. Lahvově zralá vína tvoří výrazné druhotné buketní látky, hodí se k delšímu posezení.

### Stolování
Neuburské výborně doprovází jídla s hustými omáčkami, pečenou drůbež nebo drůbeží paštiky, klobásy a guláš. Hodí se i k vařeným masům, přírodní úpravě hovězího, k vydatnějším, ale neutrálním jídlům. Dále může doplňovat bílé sýry či zeleninové polévky.